# ケネス・オッペル
ケネス・オッペル（Kenneth Oppel,1967年8月31日 –  ）は、カナダ人小説家である。
1967年、カナダブリティッシュコロンビア州ポートアルバーニ生まれ。
トロント大学で学んだ。

## 主な著書

### ヤングアダルト向け小説
- Half Brother (2010)

#### シルバーウィング
- Silverwing（『シルバーウィング ― 銀翼のコウモリ1』） (1997)
- Sunwing（『サンウィング ― 銀翼のコウモリ2』） (1999)
- Firewing（『ファイアーウィング ― 銀翼のコウモリ3』） (2002)
- Darkwing（『ダークウィング』） (2007)

#### エアボーン シリーズ
- Airborn（『エアボーン』） (2004)
- Skybreaker（『スカイブレイカー』） (2005)
- Starclimber （『スタークライマー』）(2008)

#### その他
- The Live-Forever Machine (1990)
- Dead Water Zone (1992)

### 児童向け小説

#### Barnes and the Brains
- A Bad Case of Ghosts (1993)
- A Strange Case of Magic(A Bad Case of Magic) (1994)
- A Crazy Case of Robots(A Bad Case of Robots) (1994)
- An Incredible Case of Dinosaurs(A Bad Case of Dinosaurs) (1994)
- A Weird Case of Super-Goo(A Bad Case of Super-Goo) (1997)
- A Creepy Case of Vampires (2002)

#### その他
- Colin's Fantastic Video Adventure (1985)
- Cosimo Cat (1990)
- Follow That Star (1992)
- Cosmic Snapshots (1993)
- Galactic Snapshots (1993)
- Emma's Emu (1995)
- Peg and the Whale (2000)
- Peg and the Yeti (2004)
- The King's Taster (2009)

### 一般向け小説
- The Devil's Cure (2000)

## 日本語訳された作品
- 『シルバーウィング ― 銀翼のコウモリ1』嶋田水子訳、小学館、2004年
- 『サンウィング ― 銀翼のコウモリ2』嶋田水子訳、小学館、2005年
- 『ファイアーウィング ― 銀翼のコウモリ3』嶋田水子訳、小学館、2005年
- 『エアボーン』原田勝訳、小学館、2006年
- 『スカイブレイカー』原田勝訳、小学館、2007年